# Elizabeth Bishop
Elizabeth Bishop (Worcester, 8 febbraio 1911 – Boston, 6 ottobre 1979) è stata una poetessa e scrittrice statunitense.
Considerata tra i più importanti poeti americani del ventesimo secolo, vinse numerosi e importanti premi, tra cui il Premio Pulitzer per la poesia nel 1956 e il National Book Award nel 1970.
Oltre che alla poesia, si dedicò alla prosa e alla pittura.

## Biografia

### Infanzia
Elizabeth Bishop nasce a Worcester, Massachusetts, l'8 febbraio 1911, unica figlia di William Thomas Bishop e Gertrude Bulmer Bishop. Il padre, impiegato presso l'azienda edile di famiglia, muore a causa di una malattia renale nell'ottobre dello stesso anno, quando Elizabeth aveva solamente otto mesi. Le condizioni di salute della madre, a seguito della morte del marito, peggiorano notevolmente fino al ricovero in una casa di cura privata a Norwood (Massachusetts) e in seguito all'ospedale Nova Scotia a Dartmouth (Canada), dove le viene diagnosticato uno stato di depressione e instabilità mentale. Gertrude muore nel 1934, senza aver più visto sua figlia dal momento del ricovero. Nel suo racconto breve In the Village, Elizabeth parlerà di questo periodo e della malattia della madre.
In tenera età, a causa della cattiva salute della madre, Elizabeth viene affidata ai nonni materni che vivono in una piccola comunità rurale della Nuova Scozia, Great Village, e in seguito a parenti del padre a Worcester, nel Massachusetts. Lontana dai nonni, si sente triste e sola e inizia a soffrire di attacchi d'asma che la accompagneranno per tutta la vita, condizionando i suoi futuri viaggi. Parte di questo periodo è raccontato nella poesia In The Waiting Room. Nel 1918 viene mandata a vivere con la sorella della madre, Maude Bulmer Shepherdson, che la avvicinerà alle opere di poeti vittoriani come Alfred Tennyson, Thomas Carlyle e Robert Browning.
Dal 1927 al 1930 Elizabeth frequenta la Walnut Hill a Natick, Massachusetts, dove inizia a dedicarsi alla scrittura scrivendo per la rivista letteraria scolastica La penna blu. Nel 1930 frequenta il Vassar College a Poughkeepsie, New York, e si laurea nel 1934 in Letteratura inglese. Durante l'esperienza universitaria conosce Mary McCarthy, Eleanor Clark e Muriel Rukeyser, con le quali fonda la rivista letteraria Con spirito. Conosce anche la poetessa Marianne Moore, con la quale stringerà una forte amicizia e che influenzerà molto il suo stile letterario e la sua vita, facendole abbandonare l'idea di diventare medico e convincendola a trasferirsi a New York. Moore la aiuterà anche a pubblicare alcune sue poesie in Trial Balances, un'antologia nella quale poeti conosciuti e famosi presentano le opere di poeti più giovani e ancora sconosciuti.
Finita l'università nel giugno del 1934, Elizabeth si trasferisce in un appartamento a New York, in via Charles Street a Greenwich Village, grazie all'aiuto dell'amica Mary McCarthy. In questo periodo pubblica numerose poesie per importanti periodici come The New Yorker, Partisan Review, Poetry, e molti altri.

### Viaggi

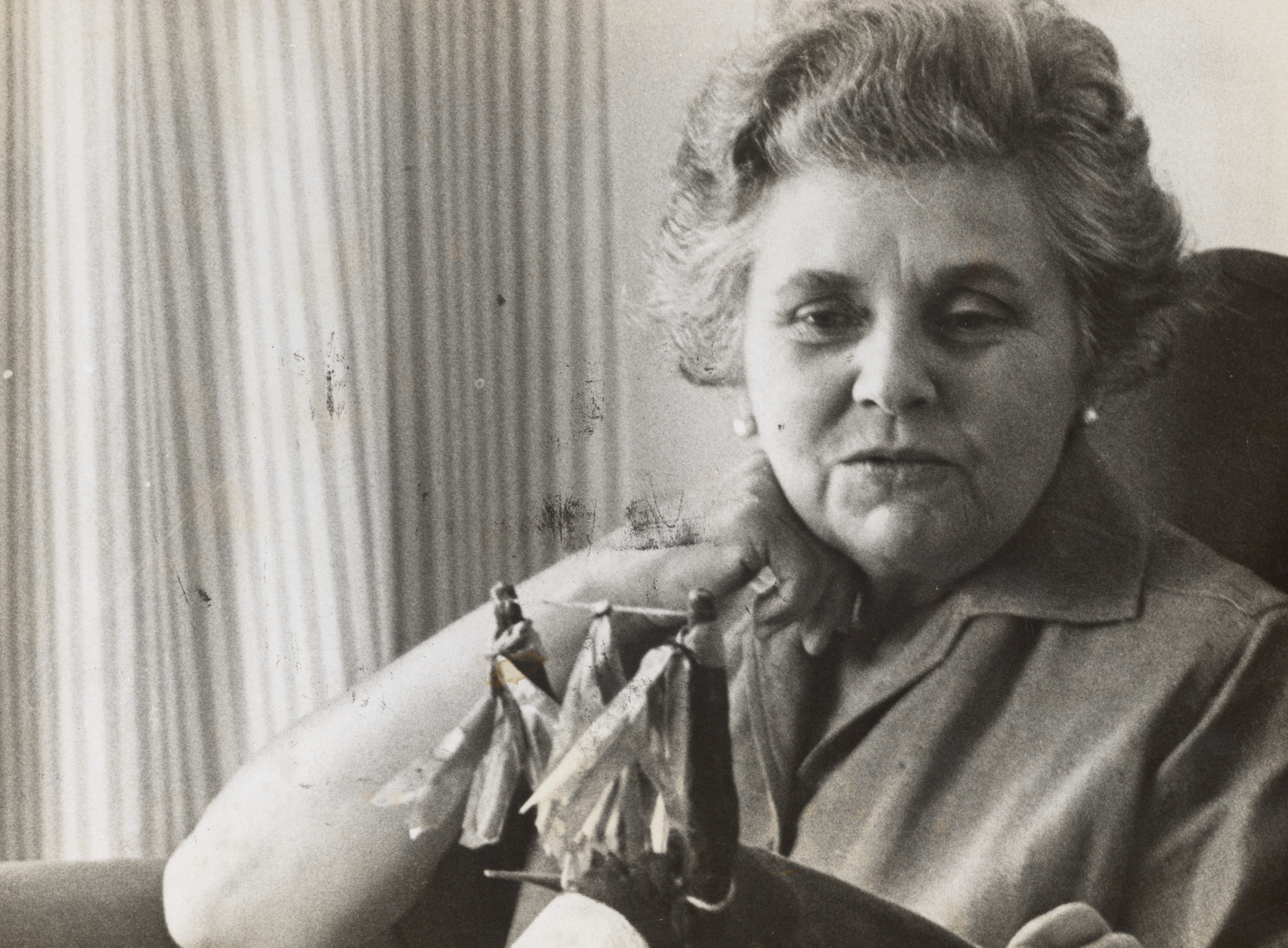
Elizabeth Bishop, Brasile, 1964.

Nel 1935 iniziano i suoi numerosi viaggi in Europa, in Africa e nel Nord e Sud America che influenzeranno le sue poesie e la sua vita. Elizabeth poteva contare su una consistente somma di denaro ereditata dopo la morte del padre. Visita il Belgio, la Francia, l'Italia (sarà a Milano, Firenze, Roma e Venezia), il Regno Unito, l'Irlanda, la Spagna, la Svezia, la Finlandia, la Russia, la Norvegia, la Grecia, il Marocco, il Messico, il Brasile, il Canada, il Perù e l'Ecuador. Nei suoi viaggi è spesso accompagnata da Louise Crane, Margaret Miller e Hallie Tomkins, grandi amiche di Elizabeth, conosciute durante il periodo al Vassar.
Nel 1951, affascinata dal Brasile e dalla cultura portoghese-brasiliana, visita Rio de Janeiro. Intenzionata a rimanere solo per alcuni giorni, incontra invece l'architetta Maria Carlota de Macedo Soares, conosciuta con il diminutivo Lota, della quale si innamora. Le due si trasferiscono in Brasile e vivono insieme per quasi vent'anni, fino alla morte di Lota, suicidatasi nel 1967. La loro storia è stata raccontata in un libro del 1995 di Carmen Lucia de Oliveira dal titolo Flores Raras e Banalíssimas. Nel 2013 è uscita la trasposizione cinematografica del libro, intitolata Reaching for the Moon e diretta da Bruno Barreto.

### Produzione e stile letterario
Durante la sua vita, Elizabeth pubblicò solamente 101 poesie. Era infatti una perfezionista e trascorreva molto tempo ad ultimare le sue opere. I temi principali sono lo sforzo di trovare un senso di appartenenza nel mondo e le esperienze umane di pena e desiderio.
La prima collezione di poesie North and South viene pubblicata nel 1946, e l'anno seguente Elizabeth vince per la prima volta il premio Guggenheim Fellowship, conseguito nuovamente nel 1978.
Nel 1955 viene pubblicata la seconda raccolta di poesie dal titolo Poems: North & South. A Cold Spring. L'opera comprende le poesie già presenti in North and South, più diciotto nuove poesie. Grazie ad essa Elizabeth vince il Premio Pulitzer per la poesia nel 1956. Bisogna aspettare fino al 1965 per la successiva opera, Questions of Travel, comprendente venti poesie. Il libro riceverà un grande apprezzamento dalla critica, inclusa la nomina al National Book Award nello stesso anno. Vincerà questo premio però solo nel 1970, grazie a The Complete Poems, pubblicato un anno prima.
Elizabeth Bishop è ritenuta una poetessa postmoderna, sebbene le sue opere iniziali siano considerate tardo-moderne. In queste opere giovanili è avvertibile l'influenza di T. S. Eliot, conosciuto grazie ad un'intervista al Vassar, e di W. H. Auden.
Più in generale, il suo stile venne influenzato da molti altri poeti con cui condivise una solida amicizia. Tra questi, Marianne Moore, Robert Lowell, conosciuto nel 1947, Randall Jarrell e Ezra Pound. La poesia At the Fishhouse contiene numerosi riferimenti alla poesia di Moore A Grave. La stessa Elizabeth influenzò lo stile di Lowell: la poesia Skunk Hour riprende la sua The Armadillo, così come The Scream è ispirata a In The Village. Anche Ralph Waldo Emerson ha influenzato il suo stile. Nelle loro opere, i due condividono alcuni soggetti: la natura, il linguaggio e le visioni.
A differenza dei suoi contemporanei, come Robert Lowell o John Berryman, che consideravano le proprie esperienze intime e riservate una parte importante della loro poesia, Elizabeth evitava completamente questo stile che comportava una grande esposizione personale. La sua formula espressiva è caratterizzata da un punto di vista oggettivo e distaccato, e da una grande riservatezza verso le vicende personali, nonostante qualche volta si possano riscontrare dettagli riguardanti la sua vita privata. Ad esempio, il racconto In the Village, che riguarda la sua adolescenza e la malattia della madre, è scritto in terza persona e il lettore capisce che si tratta dell'esperienza personale della poetessa solamente se conosce la sua storia.
In una intervista in The Paris Review, Elizabeth afferma di considerarsi femminista, ma di voler essere giudicata in base al lavoro e alla qualità delle sue opere e non in base al suo orientamento sessuale. Si rifiuta inoltre di pubblicare le sue opere nelle antologie femministe, scatenando l'ostilità delle poetesse coinvolte nel movimento. La poetessa Kathleen Spivack, vicina ad Elizabeth, conferma questa posizione, rivelando come quest'ultima non volesse avere nulla a che fare con il movimento femminista e come manifestasse una mentalità maschilista nei confronti delle donne: queste ultime, a sua opinione, dovevano essere affascinanti e attraenti per gli uomini e non dovevano pretendere la parità di stipendio o indennità nel loro lavoro.

### Ultimi anni
Negli ultimi anni della sua carriera, Elizabeth insegna nelle più prestigiose università americane; l'eredità del padre stava terminando ed aveva bisogno di denaro per mantenersi. Dopo un breve periodo all'Università di Washington, per sette anni lavora all'Università di Harvard, all'Università di New York e al Massachusetts Institute of Technology. Ad Harvard conosce la ventisettenne Alice Methfessel, con la quale inizierà una relazione che durerà fino alla sua morte. Nel 1976 esce la sua ultima opera, Geography III, con la quale vince il Neustadt International Prize for Literature nello stesso anno.

Elizabeth muore il 6 ottobre 1979 a causa di un aneurisma cerebrale nel suo appartamento a Lewis Wharf, Boston. È sepolta nel cimitero Hope Cemetery, a Worcester. Sulla sua tomba sono incisi gli ultimi due versi della sua poesia The Bight:
(Elizabeth Bishop, The Bight)

## Opere

### Poesie
- 1946, North and South, Boston, Houghton Mifflin
- 1955, Poems: North & South. A Cold Spring, Boston, Houghton Mifflin
- 1956, A Cold Spring, Boston, Houghton Mifflin
- 1965, Questions of Travel, New York, Farrar, Straus, and Giroux
- 1969, The Complete Poems, New York, Farrar, Straus, and Giroux
- 1976, Geography III, New York, Farrar, Straus, and Giroux
- 1983, The Complete Poems: 1927–1979, New York, Farrar, Straus, and Giroux
- 2006, Edgar Allan Poe & The Juke-Box: Uncollected Poems, Drafts, and Fragments, curato ed annotato da Alice Quinn, New York, Farrar, Straus, and Giroux
- 2008, Poems, Prose and Letters, curato da Robert Giroux, New York, Library of America
- 2011, Poems, Londra, Chatto & Windus

### Altre opere
- 1957, The Diary of Helena Morley, di Alice Brant, tradotto e presentato da Elizabeth Bishop, New York, Farrar, Straus, and Cudahy
- 1968, The Ballad of the Burglar of Babylon, New York, Farrar, Straus, and Giroux2005.
- 1972, An Anthology of Twentieth Century Brazilian Poetry, curato da Elizabeth Bishop e Emanuel Brasil, Middletown, Wesleyan University Press
- 1984, The Collected Prose, New York, Farrar, Straus, and Giroux
- 1994, One Art: Letters, selezionate e curate da Robert Giroux, New York, Farrar, Straus, and Giroux
- 1996, Exchanging Hats: Paintings, curate e presentate da William Benton, New York, Farrar, Straus, and Giroux

### Traduzioni italiane
- 1963. Brasile. Traduzione di E. Capriolo, Milano, Club degli editori
- 1982. L' arte di perdere. Introduzione, traduzione, note di Margherita Guidacci, Milano, Rusconi
- 1993. Dai libri di geografia. A cura di Bianca Tarozzi, Caltanissetta, Sciascia - I testi delle poesie sono tratti da: The complete poems, 1927-79
- 2005. Miracolo a colazione, traduzione di Damiano Abeni, Riccardo Duranti e Ottavio Fatica, Milano, Adelphi, ISBN 88-459-2029-1
- 2014. Scrivere Lettere è sempre pericoloso, a cura di R. Lowell, T. Travisano, S. Hamilton, O. Fatica, Milano, Adelphi ISBN 884592856X